# Toormina
Toormina is een plaats in de Australische deelstaat New South Wales en telt 6551 inwoners (2006).